# Шавлинские озёра
Шавлинские озёра — группа озёр на Алтае в течении реки Шавлы, в районе Северо-Чуйского хребта.

## Расположение
Цепочка Шавлинских озёр состоит из нескольких водоёмов, имеющих разные наименования в различных источниках. Верхнее озеро 50°04′22″ с. ш. 87°26′40″ в. д. расположено выше границы леса, на высоте 2164 м над уровнем моря. Берега пологие, представляют собой хаотичное нагромождение обломков скальных пород диаметром до 5 метров. Нижнее озеро 50°06′05″ с. ш. 87°25′50″ в. д., большее по площади, лежит на высоте 1983 м над уровнем моря. На его восточном берегу, поросшем лиственничным лесом, расположено большое число удобных туристических стоянок. Западный берег крутой, каменистый, мест для стоянок нет.

## Туризм

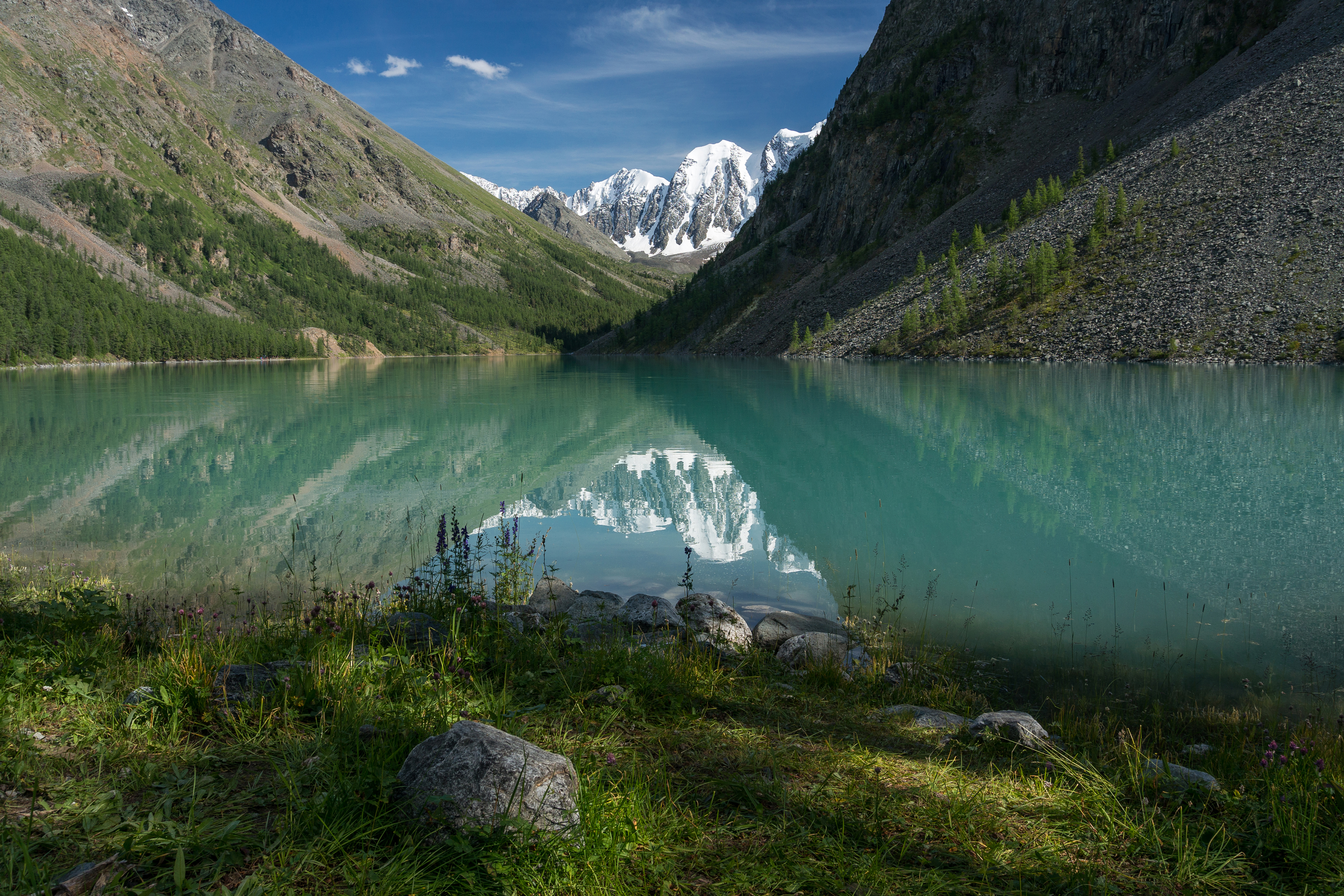
Нижнее Шавлинское озеро. Вид с восточного берега

Шавлинские озёра — популярный туристический объект, цель пешеходных и конных маршрутов, организуемых туристическими компаниями Горно-Алтайска, Бийска, Барнаула и других городов. Отправной точкой маршрута традиционно является посёлок Чибит, расположенный на Чуйском тракте. Отсюда тропа сперва поднимается на плато Ештыкол (через перевал Орой, высота ок. 2220 м), затем спускается в долину реки Шавлы. Дальнейший подъём идёт по правому (орографически) берегу реки Шавлы к Нижнему Шавлинскому озеру. Общая протяжённость маршрута (туда и обратно) составляет около 70 километров. Участок тропы к верхнему озеру для лошадей непроходим, поэтому в составе конных туров часто устраиваются однодневные радиальные выходы на верхнее озеро, базовый лагерь традиционно организуется на нижнем.

Шавлинские озёра часто посещаются туристами и в составе более сложных туристических маршрутов. Вдоль левого притока Шавлы (в некоторых источниках — р. Левая Шавла) тропа ведёт на перевал Куранду, в долину реки Куранду, правого притока Юнгура. От верхнего озера тропа ведёт через перевал к подножью горы Маашейбаш и истокам ручья Машей, впадающего в Чую. Верхнее озеро лежит у подножья главной гряды Северо-Чуйского хребта с вершинами Мечта, Сказка и Красавица (высота до 3700 метров), каждая из которых имеет постоянное оледенение и достаточно сложна для восхождения. 

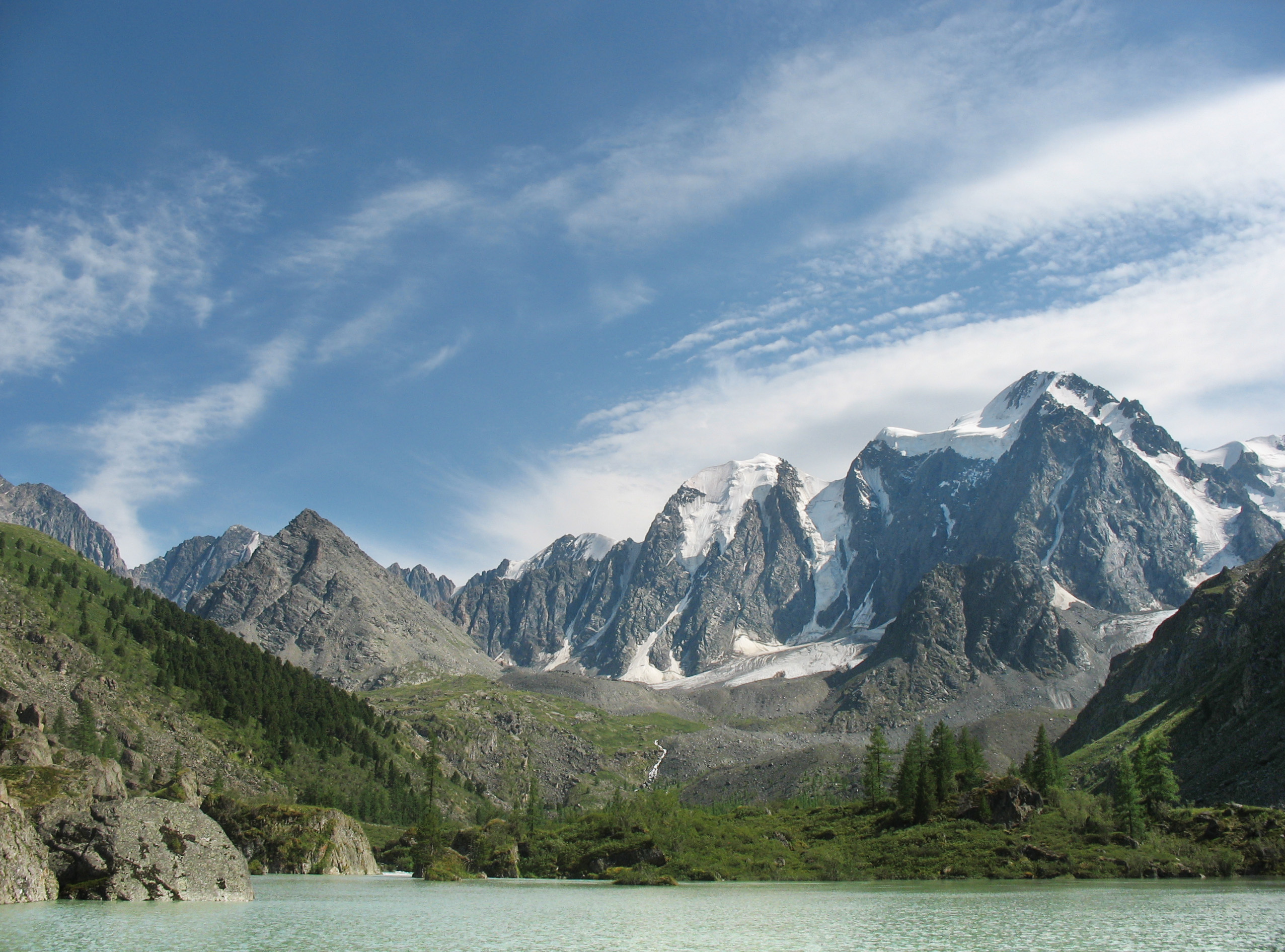
Верхнее Шавлинское озеро и вершины Северо-Чуйского хребта: Мечта, Сказка и Красавица.

## Описание района
Природа Шавлинских озёр традиционна для этого региона. На открытых пространствах лес отсутствует или редок, преобладает лиственница, местами встречается сибирский кедр. В защищённых горами котловинах (включая восточный берег Нижнего Шавлинского озера) лес густой, с богатым подлеском, встречаются черника, брусника, голубая жимолость. Из фауны можно отметить большое количество бурундуков, в камнях выше границы леса распространена пищуха.

## Интересные факты
Борис Николаевич Делоне, знаменитый российский математик и альпинист, назвал Шавлинское озеро «Чемпионом красоты». Делоне много раз бывал на Кавказе, в швейцарских, французских, австрийских и итальянских Альпах, но, по его словам, ничего подобного там не видел.
Именно Делоне окрестил одну из гор в окрестностях Шавлинских озёр Красавицей. Соседнюю с ней назвал Сказкой физик и альпинист Игорь Евгеньевич Тамм.

## Галерея

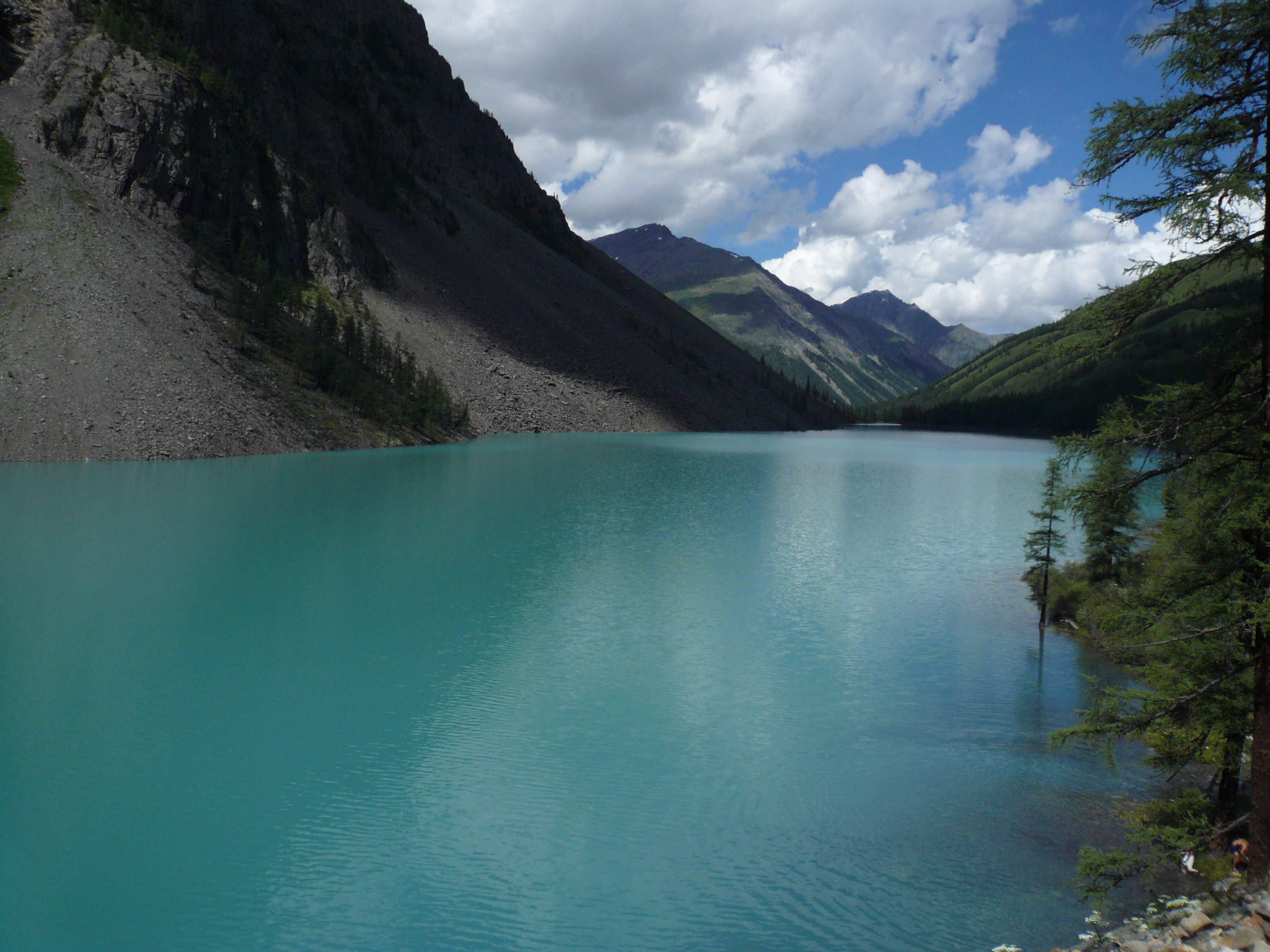
Нижнее Шавлинское озеро. Лето 2010 года
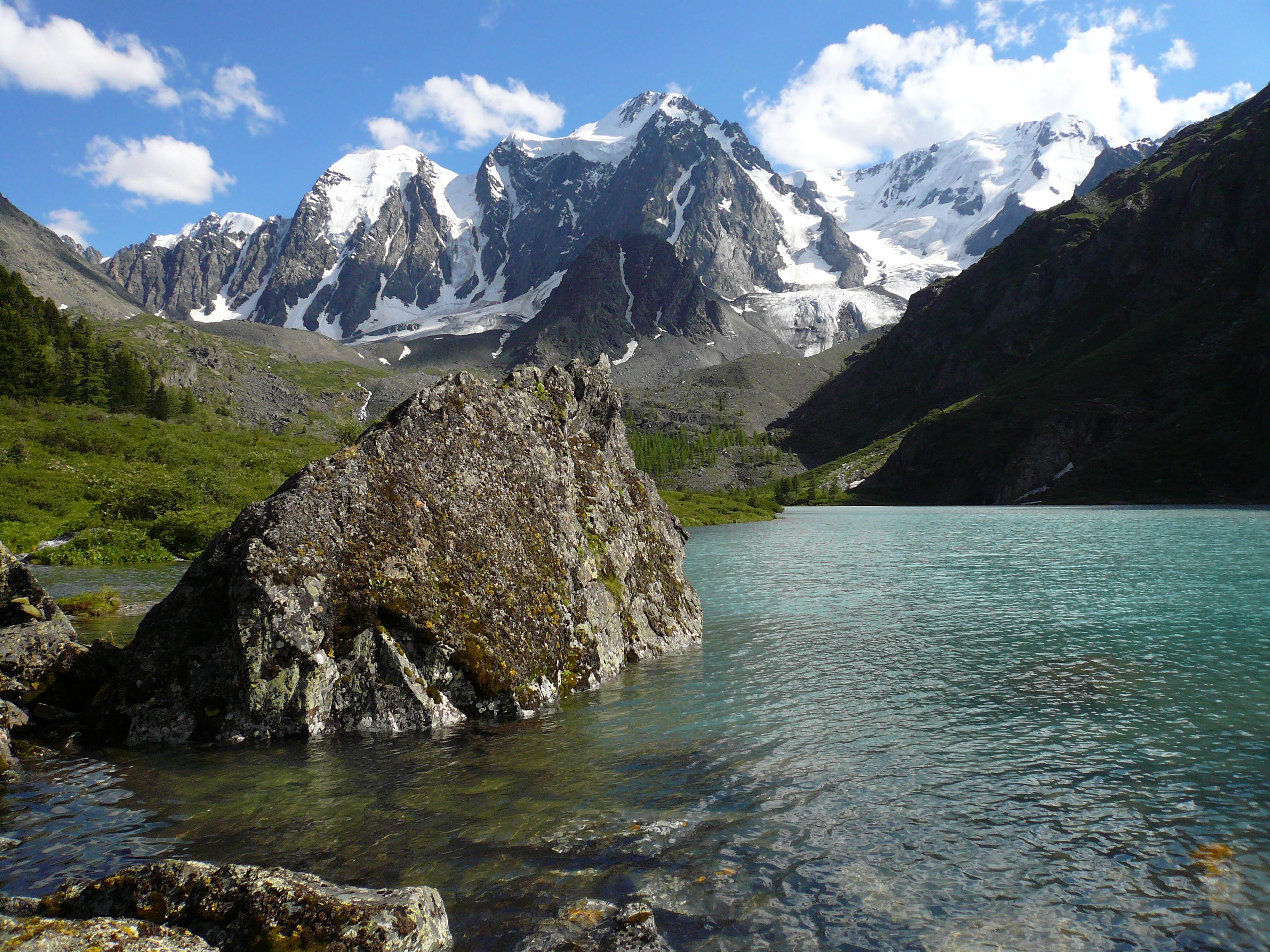
Верхнее Шавлинское озеро. Лето 2010 года
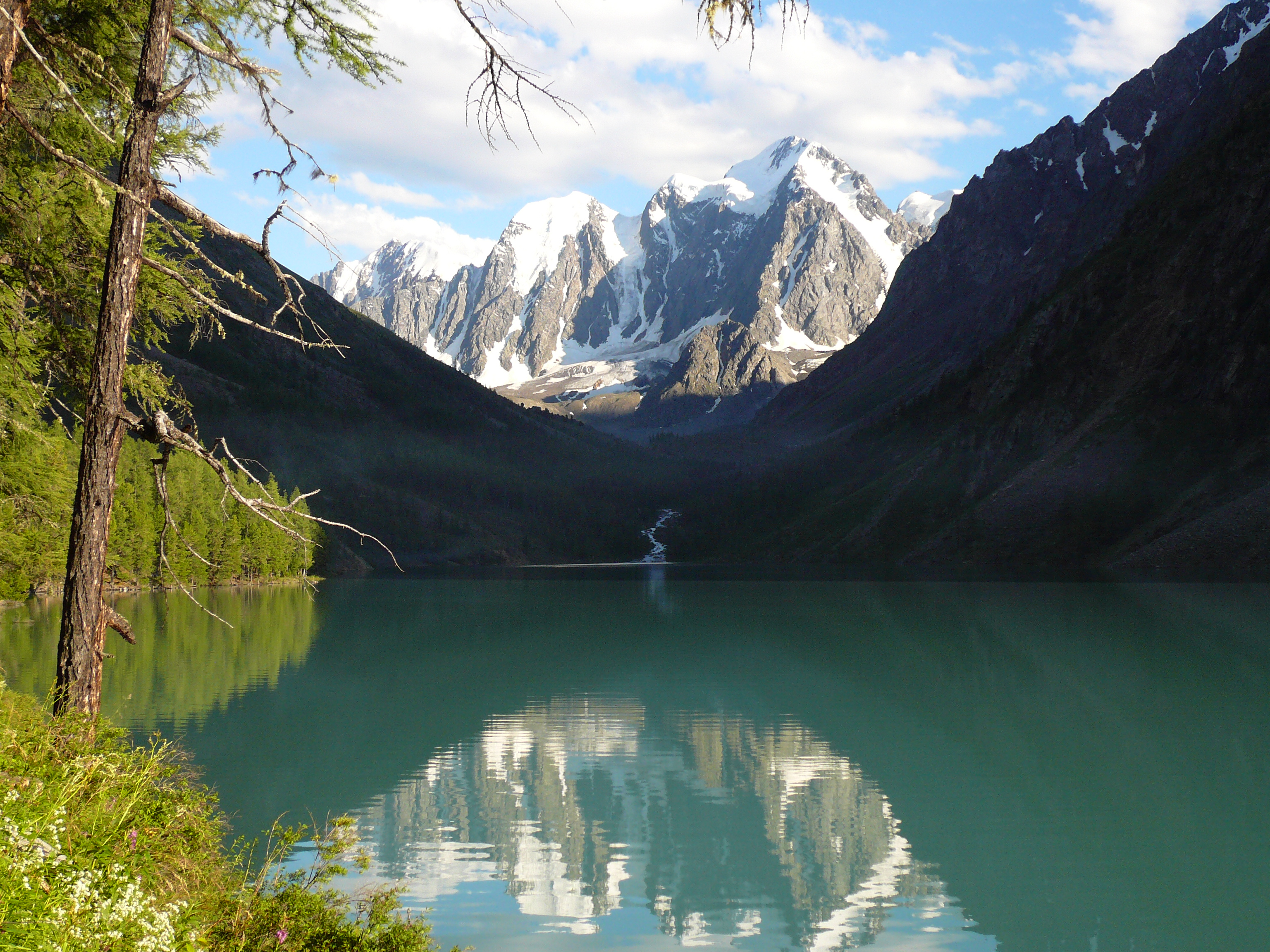
Вид с Нижнего в сторону Верхнего Шавлинского озера. Лето 2010 года
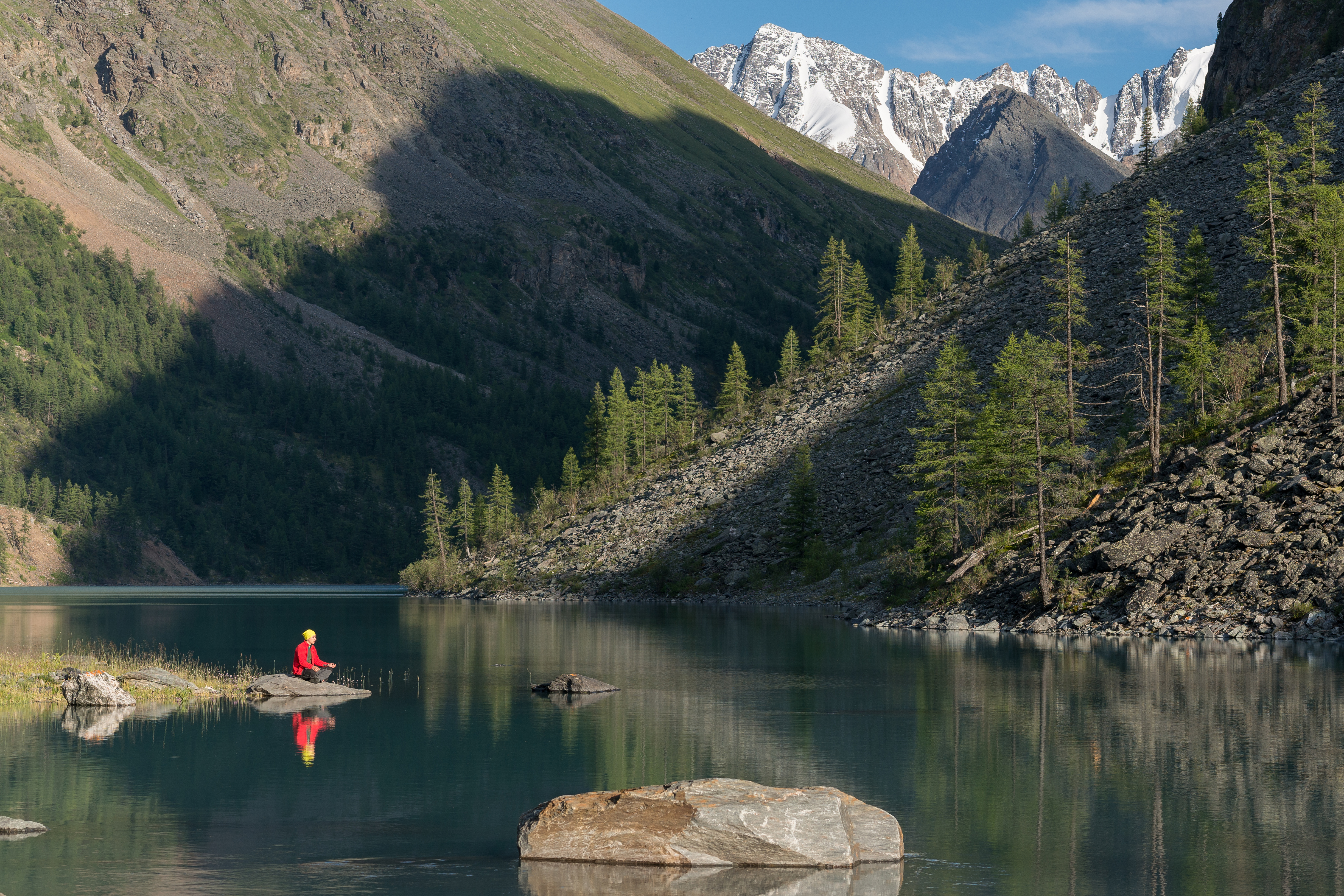
Северное окончание Нижнего Шавлинского озера
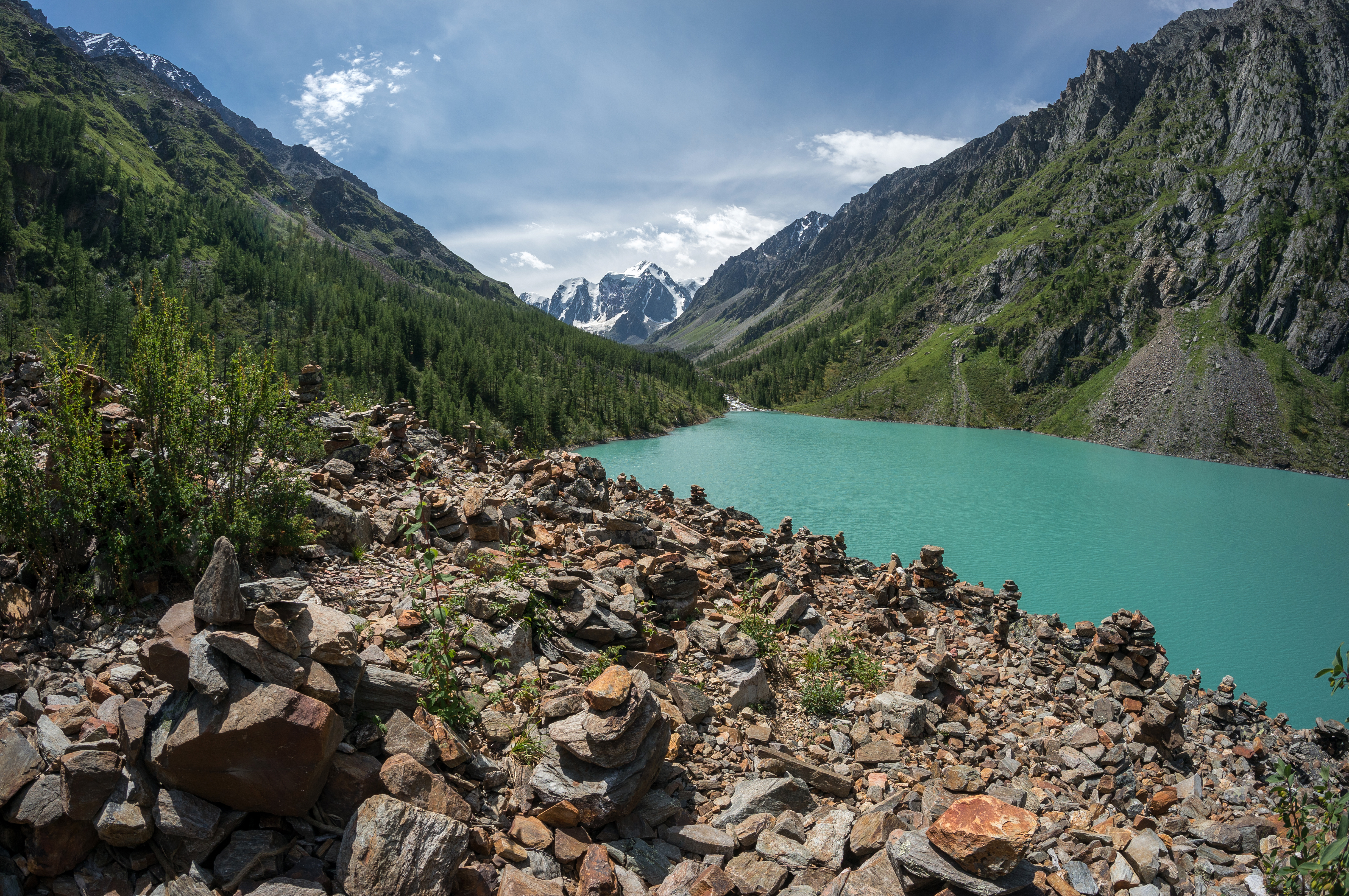
Нижнее озеро. Вид с южное окончания восточного берега.
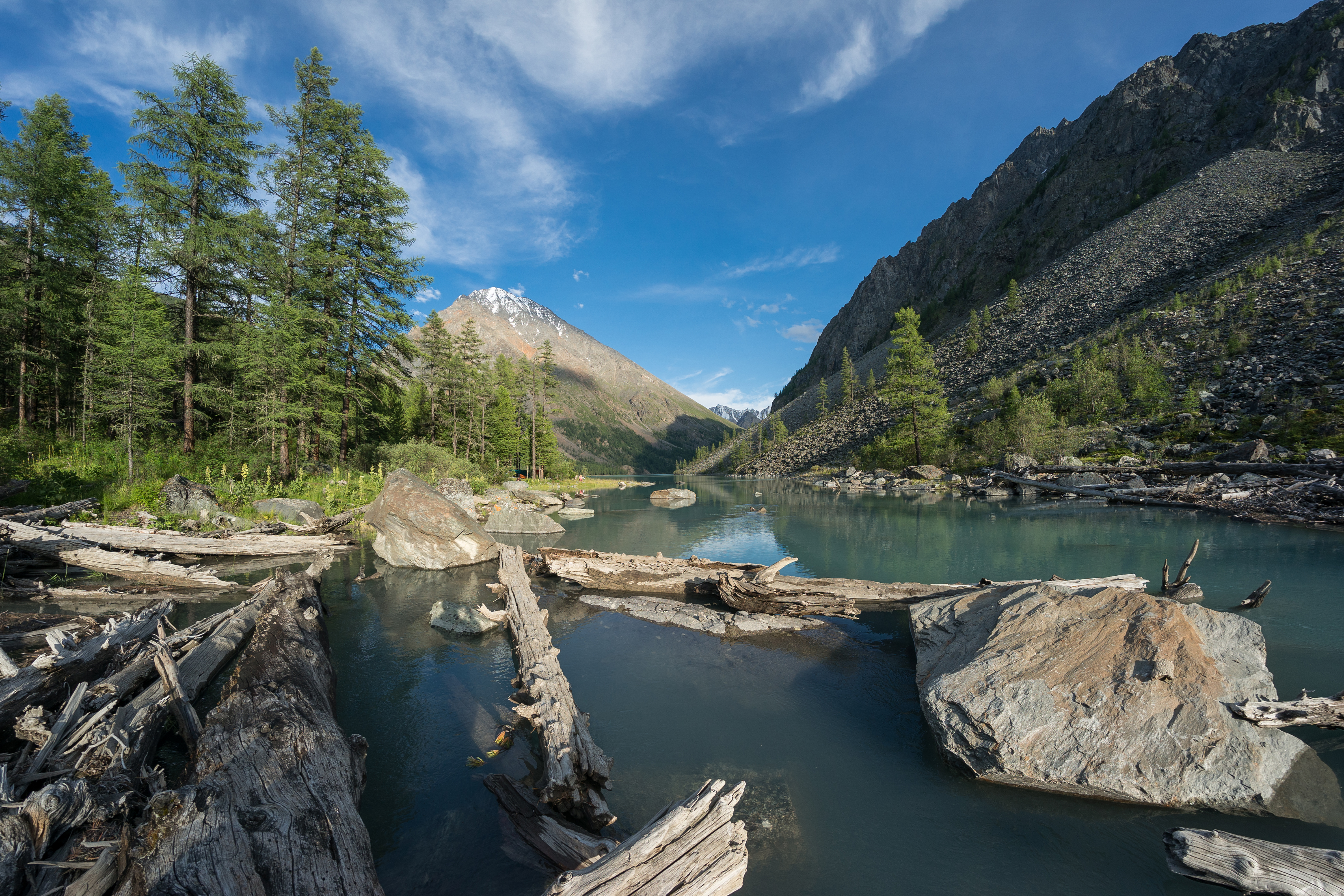
Северное окончание Нижнего Шавлинского озера
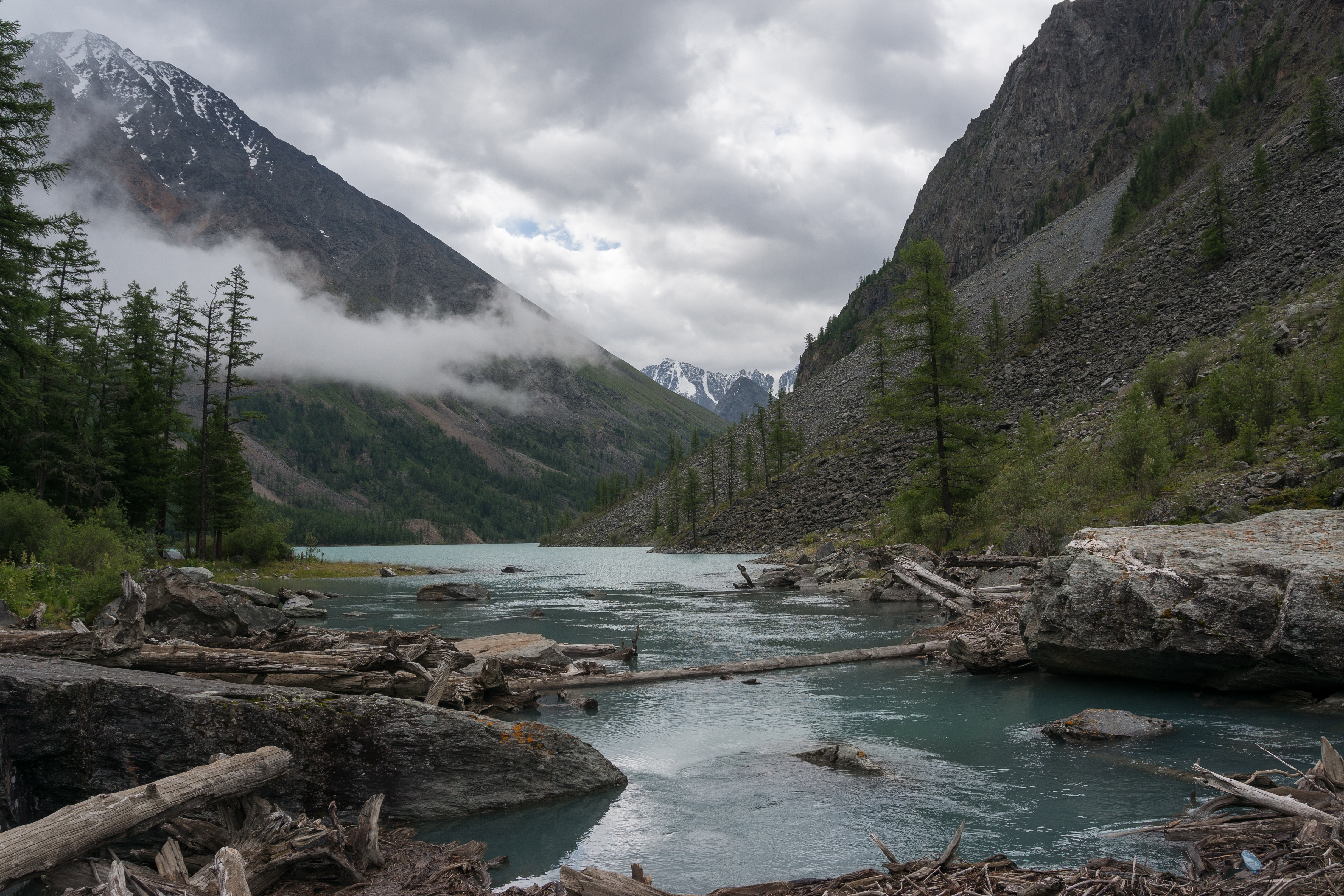
Утренний туман над северным окончанием Нижнего Шавлинского озера
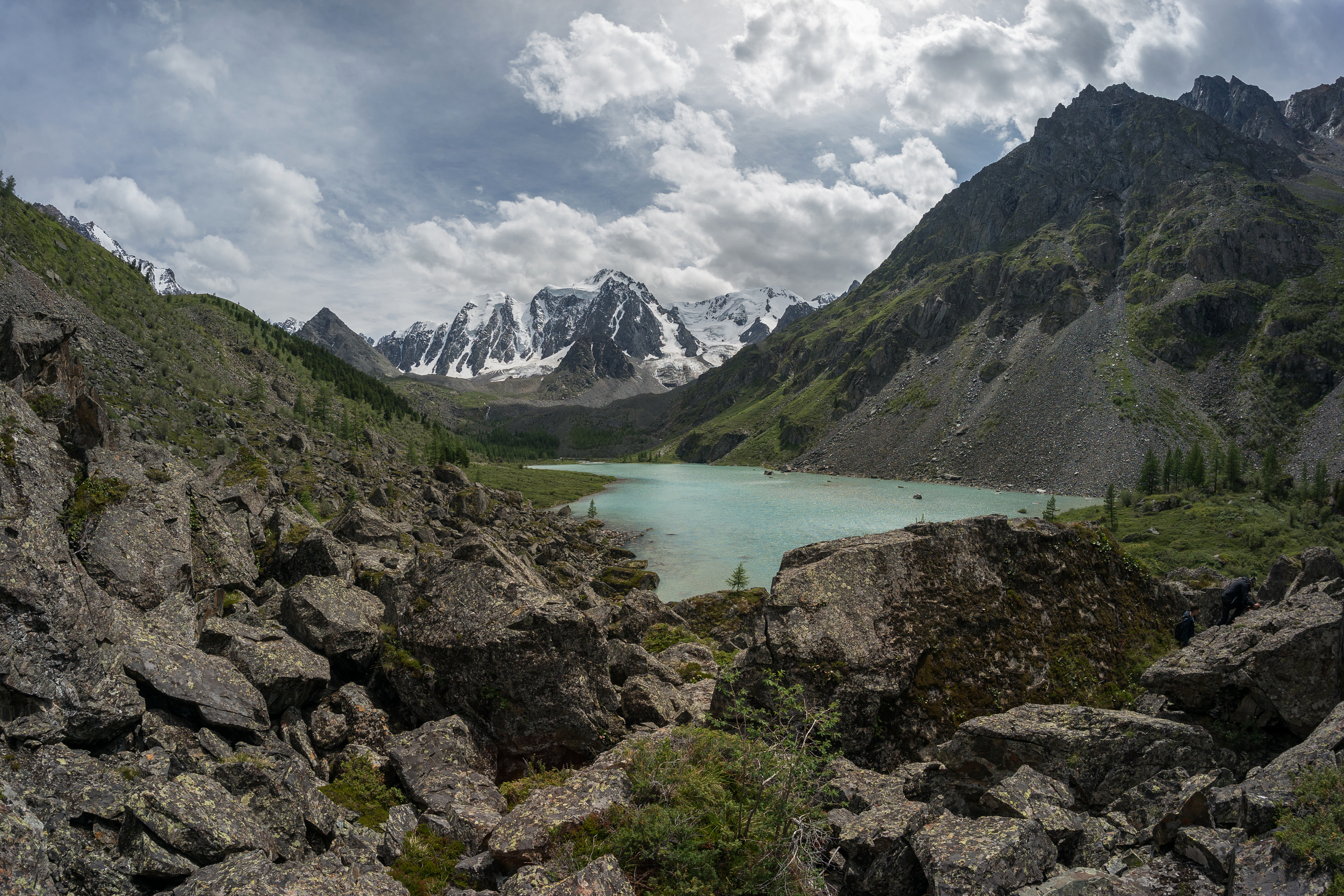
Верхнее Шавлинское озеро на фоне Северо-Чуйского хребта
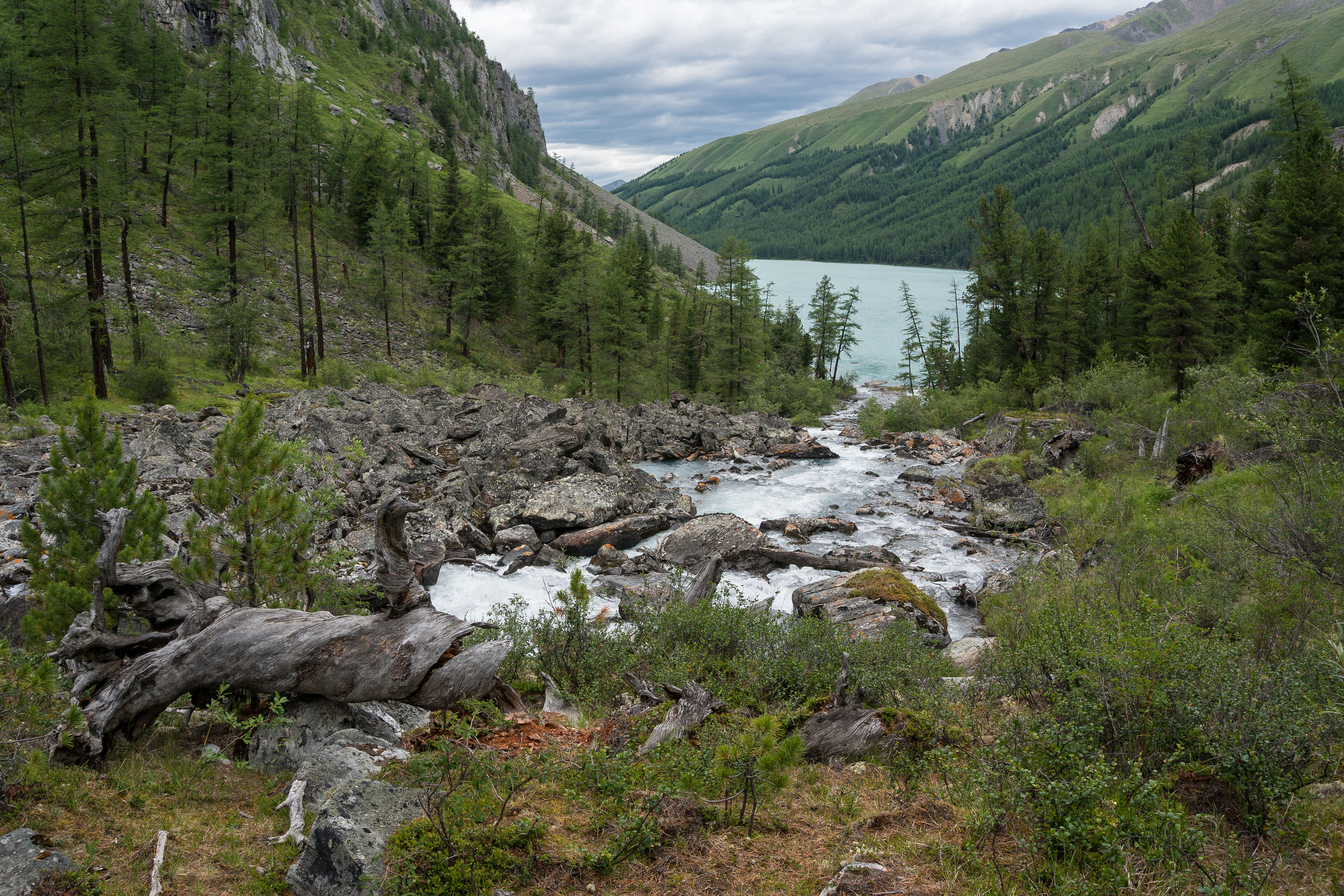
Вид на впадение Шавлы в Нижнее Шавлинское озеро
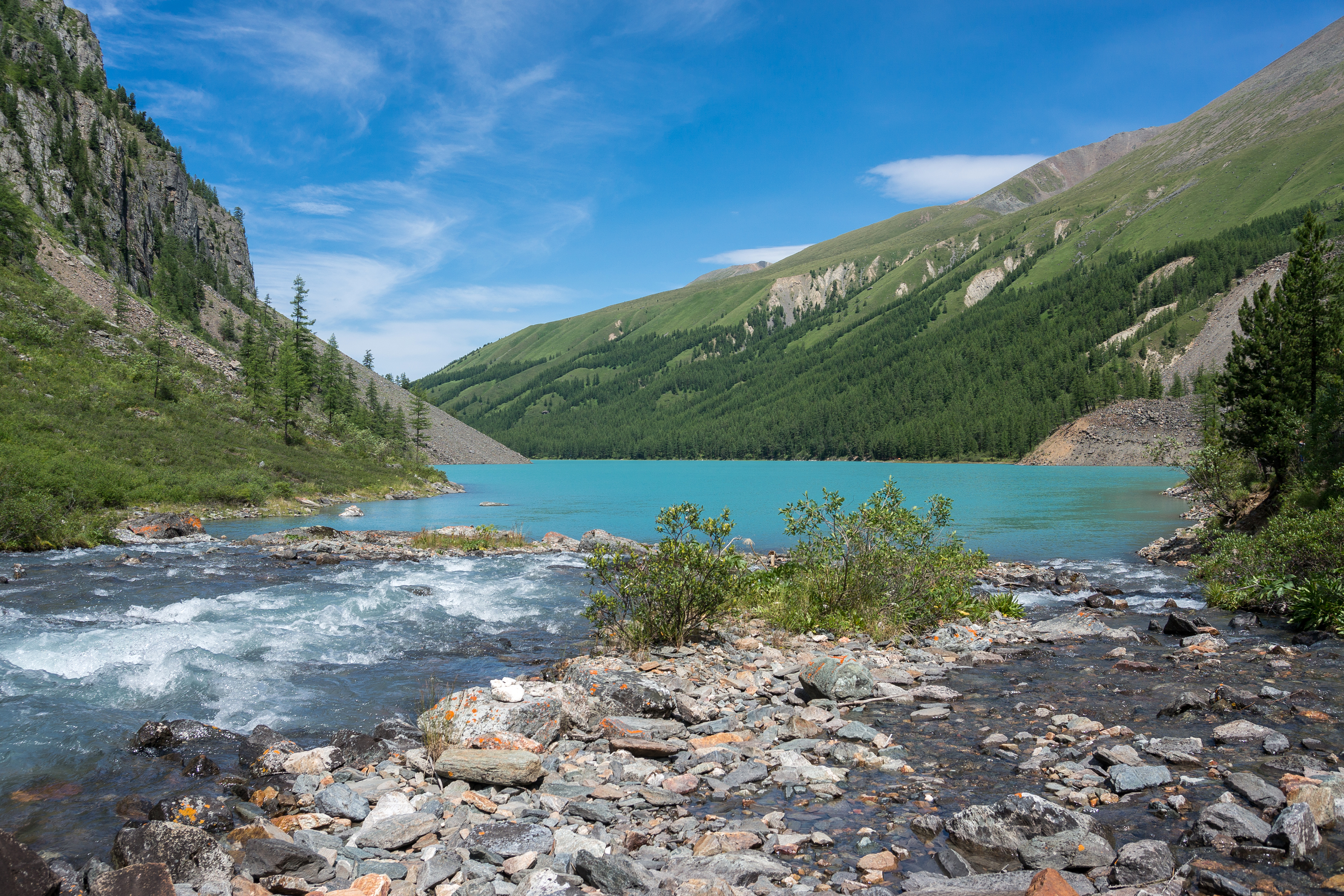
Впадение Шавлы в Нижнее Шавлинское озеро